# Juvardeil
Juvardeil – miejscowość i gmina we Francji, w regionie Kraj Loary, w departamencie Maine i Loara.
Według danych na rok 2010 gminę zamieszkiwało 811 osób, a gęstość zaludnienia wynosiła 42 osoby/km².